# Värmdö (comuna)
Värmdö (em sueco: Värmdö kommun;  ouça a pronúncia) é uma comuna da Suécia pertencente ao condado de Estocolmo. A sua área está distribuída pelas províncias da Uppland e da Södermanland. Sua capital é a cidade de Gustavsberg. Possui 448 quilômetros quadrados e segundo censo de 2018, havia 45 566 habitantes.